# アイン (企業)
一般社団法人アイン（いっぱんしゃだんほうじんあいん）は、発達障害および社会的に生きづらさを感じている人を支援する、日本の団体である。

## 概要
英文社名：General　Incorporated　Association　AIN
団体種類：一般社団法人
所在地：日本　茨城県
会員数：１５０名（２０１９年１０月１１日時点）
会長：荒屋明神（一般社団法人アイン代表理事）
ホームページ：http://www.ain.or.jp
運営サイト：発達障害ドットコム http://www.hattatu-shogai.com
一般社団法人アインは、発達障害グレーゾーン該当者や、生きづらさを感じている人を支援している。
コーチングやコンサルを通して、現状を改善したり、「自分ができること」を活かす方法を広め、地位向上や待遇改善を、目的としている。
２０２０年４月現在、理事長は荒屋明神が務める。
なお、一般社団法人アインは、他の一般社団法人や組合、団体に属していない中立的立場の団体である。

## 沿革
・2019年1月17日　一般社団法人アイン、設立

## 事業内容
事業は大きく分けて、営業事業と、ｗｅｂ事業で構成されている。
営業事業では、通信事業やサイト制作などの、営業を取り扱っている。
ｗｅｂ事業では、サイトの制作や、ライティング業務を行う。
また、日本最大級の発達障害ポータルサイトである、発達障害ドットコムの運営もしている。

## 関連著書
- Secret Strategy シークレット・ストラテジー: 秘密の人生攻略法
- 発達障害の声～仕事編～[ADHD/ASD/LD/グレーゾーン一五名の体験談]
- なぜ「発達障害者」はバカなのか
- Ambition Money(アンビション・マネー): 100年時代を攻略する2つのカギ
- 「発達障害の声[ADHD/ASD/LD/グレーゾーン40名の体験談]